# Silvia Prieto
Silvia Prieto és una comèdia argentina estrenada en 1999 escrita i dirigida per Martín Rejtman. Aquest va ser el segon llargmetratge del director.
En una enquesta de 2022 de les 100 millors pel·lícules del cinema argentí, la pel·lícula va aconseguir el lloc 9.

## Sinopsi
Silvia Prieto en complir 27 anys decideix canviar de vida, deixar la marihuana i buscar-se un treball. Amb el primer sou, Silvia es va a Mar del Plata i coneix a un turista italià que la deixa amb una preocupació: existeix una altra Silvia Prieto.

## Repartiment
- Rosario Bléfari
- Valeria Bertuccelli[3]
- Vicentico
- Marcelo Zanelli[4]
- Susana Pampín
- Luis Mancini
- Mirta Busnelli[5]
- Marta Albertinazzi
- Cecilia Biagini
- Guillermina Casey[6]
- Gabo Correa
- Daniela Cugliandolo
- Pablo Córdoba[7]

## Exhibició
La pel·lícula va ser estrenada el 27 de maig de 1999, el film va ser presentat en els festivals de Sundance, Berlín, Sant Sebastià, San Francisco, Miami, Múnic, Londres, Viena, Karlovy Vary, Thessaloniki, l'Havana, Tolosa i Nantes, on va guanyar els premis a millor guió i a millor actriu (Rosario Bléfari)

## Estil
A diferència de Rapado, Silvia Prieto és molt més parlada, si bé el que es diu no construeix la psicologia dels personatges. A més de l'entonació del que es diu (o més aviat, del sentit de la uniformitat de l'entonació), en aquesta pel·lícula importa la velocitat dels diàlegs i el seu muntatge “dins de l'escena”, com si es tractés d'un pla seqüència sonor. L'obsessió del director amb l'entonació de les frases que componien els diàlegs era tal que durant les preses, en lloc d'observar els enquadraments i les actuacions, preferia escoltar els diàlegs mitjançant auriculars i a diversos metres de distància.